# دنی شوارز
دنی شوارز (انگلیسی: Danny Schwarz؛ زادهٔ ۱۱ مهٔ ۱۹۷۵) بازیکن فوتبال پیشین اهل آلمان است که در پست هافبک بازی می‌کرد.
از باشگاه‌هایی که در آن بازی کرده‌است می‌توان به باشگاه فوتبال بایرن مونیخ ۲، باشگاه فوتبال مونیخ ۱۸۶۰، باشگاه فوتبال کارلسروهه، و باشگاه فوتبال اشتوتگارت اشاره کرد.
وی همچنین در تیم‌های ملی فوتبال زیر ۲۱ سال آلمان و Germany B national football team بازی کرده‌است.